# La Fontfreda (Vilamolat de Mur)
La Fontfreda és una font del terme municipal de Castell de Mur, en territori del poble de Vilamolat de Mur, de l'antic municipi de Mur.
Està situada a 690 m d'altitud, a l'esquerra del barranc de Rius, a la partida de l'Hort Nou. És al costat nord-est de la carretera local de Fígols de Tremp al castell de Mur, sota d'ella.